# Pseudogaurax tectus
Pseudogaurax tectus är en tvåvingeart som först beskrevs av Becker 1916.  Pseudogaurax tectus ingår i släktet Pseudogaurax och familjen fritflugor. Inga underarter finns listade i Catalogue of Life.